# King's Call
King's Call' is een nummer van de Ierse muzikant Phil Lynott uit 1980. Het is de tweede single van zijn tweede soloalbum Solo in Soho.
De koning in "King's Call" is een verwijzing naar Elvis Presley, aan wie het nummer een ode is. Lynott zingt ook over de regenachtige dag waarop Elvis begraven werd. Dire Straits-frontman Mark Knopfler speelt gitaar en verzorgt achtergrondvocalen op het nummer. Knopfler zou later zelf ook een ode aan Elvis brengen. "King's Call" werd enkel een hit op de Britse eilanden als in Nederland. Het bereikte in zowel Lynotts thuisland Ierland als in de Nederlandse Top 40 een bescheiden 20e positie.